# Durham City AFC
Durham City AFC is een Engelse voetbalclub uit Durham, North East England, die uitkomt in de Northern Football League en werd opgericht in 1918. De club speelt zijn thuiswedstrijden in Hall Lane, in buurplaats Willington.
De club werd in 1918 opgericht en sloot zich in 1921 aan bij de nieuw opgerichte Football League Third Division North (3de klasse noord). Na een eerste seizoen in de middenmoot werd City laatste in 1923. De volgende seizoenen belandde de club in de lagere middenmoot en in 1928 werd City voorlaatste, net voor Nelson FC en moest samen met Nelson een aanvraag indienen om herverkozen te worden. Nelson mocht blijven maar Durham werd uit de League gestemd en speelde verder in de North Eastern League en werd vervangen door Carlisle United FC. In 1938 werd de club opgeheven en heropgericht in 1950. Eerst speelde de club in de Wearside Football League en daarna in de Northern Football League waar tot op heden nog gespeeld wordt. 